# Sleepaway Camp IV: The Survivor
Sleepaway Camp IV: The Survivor – amerykański film fabularny (horror z podgatunku slasher) z 2002 roku, stanowiący specyficzny segment filmowej serii zapoczątkowanej horrorem Uśpiony obóz w roku 1983. Promowany sloganem reklamowym: Nie zasypiaj! Możesz się nigdy nie obudzić!.
Film został częściowo nakręcony w roku 1992, lecz nigdy nie został ukończony, czego powodem było bankructwo wytwórni Double Helix Films. Wydano go na dysku DVD dekadę później jako projekt krótkometrażowy.

## Obsada
- Carrie Chambers − Allison/Angela Baker
- Victor Campos − David
- John Lodico − Jack
- nieznani aktorzy